# Milča Mayerová
Milča Mayerová, nombre real Milada (Praga, 12 de abril de 1901-12 de septiembre de 1977) fue una bailarina y coreógrafa de la vanguardia checa.

## Biografía
Comenzó a estudiar gimnasia rítmica en Praga a los trece años, siguiendo el método de Émila Jaques-Dalcroze. Las lecciones estaban dirigidas por Anna Dubská. Después de la Primera Guerra Mundial, estudió en Hellerau, cerca de Dresde (Dalcroze), donde fue llevada por su tío Hugo Boettinger (un destacado pintor y artista gráfico). Después de dos años, decidió ir a Hamburgo, a la escuela de Rudolf von Laban, que fue el principal inspirador del resto de su vida artística. También actuó con Laban el 15 de enero de 1926 en el Teatro Vinohrady de Praga. En 1927 trabajó en el Teatro Dada de Praga. En 1928 recibió el llamado Gran Diploma de Coreografía en Berlín.
En la década de 1930, abrió una escuela de danza para niñas en Praga, que dirigió siguiendo el estilo de Laban. Milča fue la única representante de la escuela de Laban en Bohemia. También estaba interesada en llevar a su país la cinetografía, grabación de danza. Desafortunadamente, no se le permitió hacerlo. Mayerová formó parte de la vanguardia checa y colaboró entre otros con Saša Machov, Vítězslav Nezval, Voskovec y Werich (Somking Revue).
Colaboró con el Teatro Nacional checo en varias ocasiones. Interpretó el papel de Flauta en el ballet de vanguardia Fagot y flauta (1929, cuyo libreto fue escrito por Vítězslav Nezval y la música fue compuesta por Emil František Burian). Su pareja de baile fue Saša Machov, que fue también el coreógrafo de la producción. En el Teatro Nacional fue consultora de movimiento en el estudio de producciones dramáticas como The Poor Juggler (Josef Kajetán Tyl), El enfermo imaginario (Molière), El sueño de una noche de verano (William Shakespeare), Enchanted Life (Jean Cocteau), Birds ( Aristófanes). En algunas de esas obras también bailó. Como coreógrafa, participó en un espectáculo de larga duración en el último 60 cumpleaños de Vítězslav Nezval, que tuvo lugar el 20 de mayo de 1960 en el escenario del Teatro Nacional.
Escribió dos pequeños escritos: Bílé Holubičky (STN, 1962, escrito e ilustrado por Milča Majerová) y Nine Easy Dances for Children 5-6 (STN, 1956).
Estuvo casada dos veces. Su primer marido fue Jaroslav Fragner, el segundo Antonín Frýdl.

## Coreografía

### Abeceda
La obra ABECEDA (abecedario) fue un resultado excepcional de la cooperación en el campo de la producción de libros, en el que participaron Vítězslav Nezval (versos), Karel Teige (tipografía) y Milča Mayerová (composiciones de danza sobre el tema de las letras del alfabeto). El libro fue publicado en 1926 por J. Otto en Praga. Dirigida por Jiří Frejka, Mayerová la bailó ese mismo año en el Teatro Liberado.

### Otros
Mayerová trabajó para diferentes escenarios de vanguardia y otros teatros como el Teatro Nacional y el Teatro de Vinohrady y los Spartakiads. Creó un total de 370 coreografías entre 1926-1958.
- Sleepy or Dandy in a Canned Box (1931), música de Erwin Schulhoff.
- Espartakiads:
  - Sembradora (1960),
  - Aprender a través del juego (1965),
  - Nuevos ritmos (1975)

## Otra información
Su villa de verano con solárium en Nespeky fue diseñada por Jaroslav Fragner en 1936.

## Galería

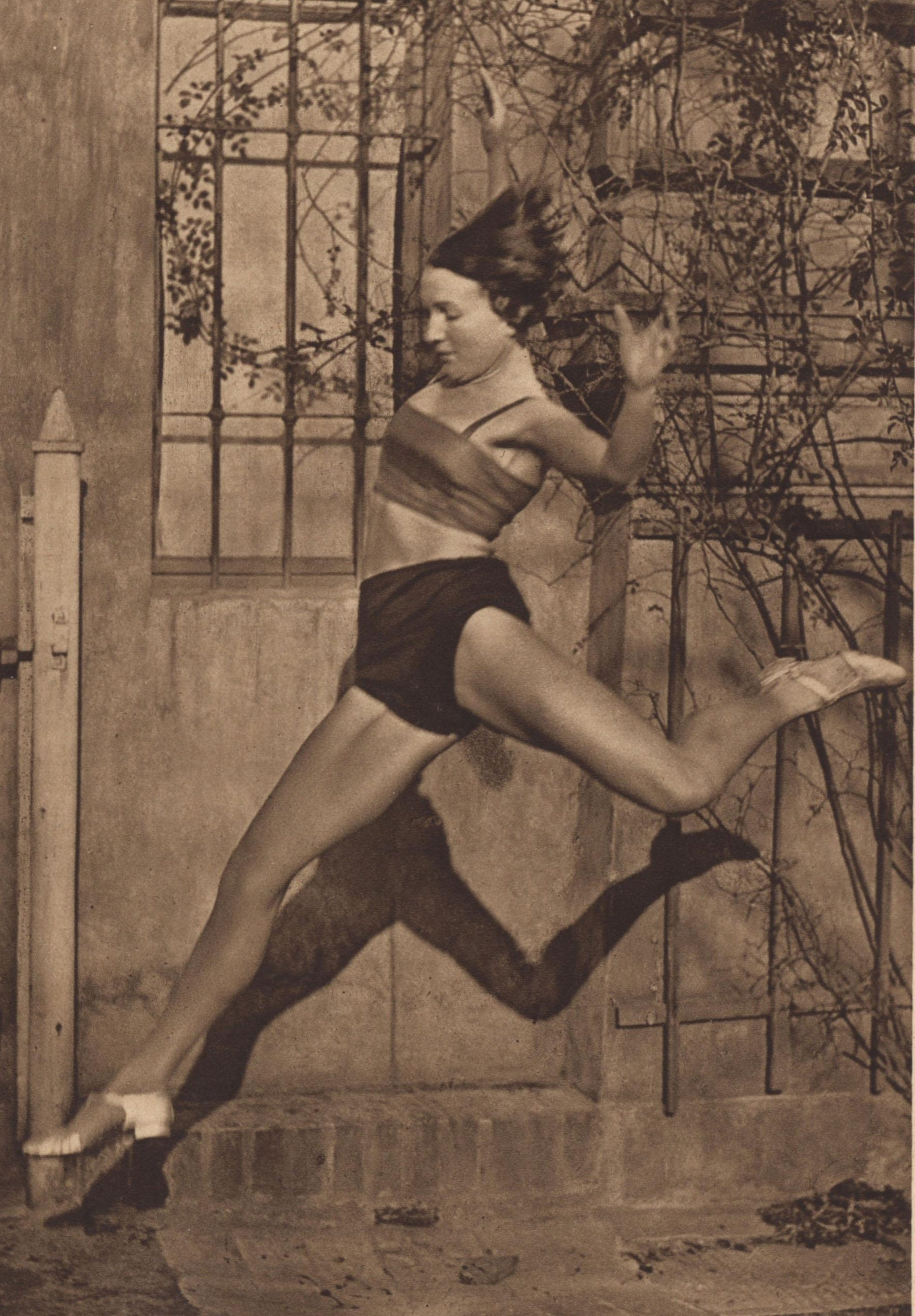
Milča Mayerová, 1926
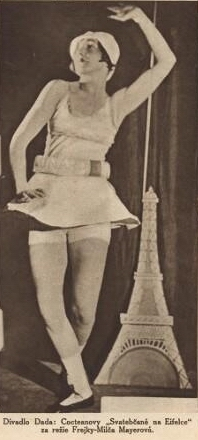
thumb Milča Mayerová en el Teatro Dada, 1927
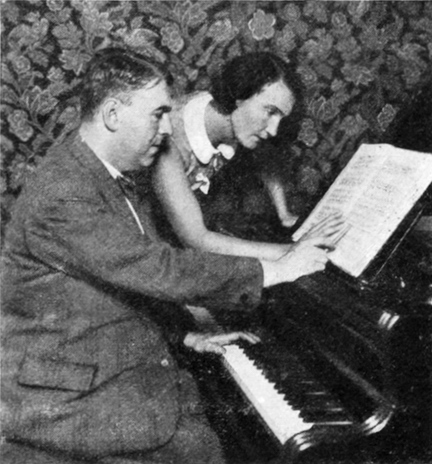
Milča Mayerová y el compositor Ervín Schulhoff (hacia 1931)